# ماریس گایلیس
ماریس گایلیس (انگلیسی: Māris Gailis؛ زادهٔ ۹ ژوئیهٔ ۱۹۵۱) یک سیاست‌مدار اهل لتونی است.وی از سپتامبر ۱۹۹۴ تا اوت ۱۹۹۵ نخست‌وزیر این کشور بود.